# Dynamo Douala
El Dynamo Douala es un equipo de fútbol de Camerún que juega en la Primera división de Camerún, la tercera liga de fútbol más importante del país.

## Historia
Fue fundado en el año 1948 la ciudad de Douala y se han mantenido históricamente a la sombra de los dos equipos más populares de la ciudad, el Oryx Douala y el Union Douala, quienes protagonizan el derby de la ciudad. A diferencia de ellos, el Dynamo nunca ha ganado el título de la Primera División de Camerún, aunque sí han ganado el título de copa en 3 ocasiones, la última en 1998.
A nivel internacional han participado en 3 torneos continentales, en los cuales nunca han superado la segunda ronda.

## Palmarés
- Copa de Camerún: 3

1979, 1981, 1998

## Participación en competiciones de la CAF
| Temporada | Torneo          | Ronda | Club                | Casa | Visita | Global |
| --------- | --------------- | ----- | ------------------- | ---- | ------ | ------ |
| 1980      | Recopa Africana | 2     | Eleven Wise         | 1-1  | 1-2    | 2-3    |
| 1982      | Recopa Africana | 1     | ASC Garde Nationale | 1-0  | 2-0    | 3-0    |
| 1982      | Recopa Africana | 2     | Africa Sports       | 1-2  | 0-1    | 1-3    |
| 1999      | Recopa Africana | 1     | Anges de Fatima     | 3-0  | 0-1    | 3-1    |
| 1999      | Recopa Africana | 2     | Club Africain       | 1-2  | 0-4    | 1-6    |

## Jugadores

### Jugadores destacados
- Modeste M'Bami